# Mòng biển Pallas

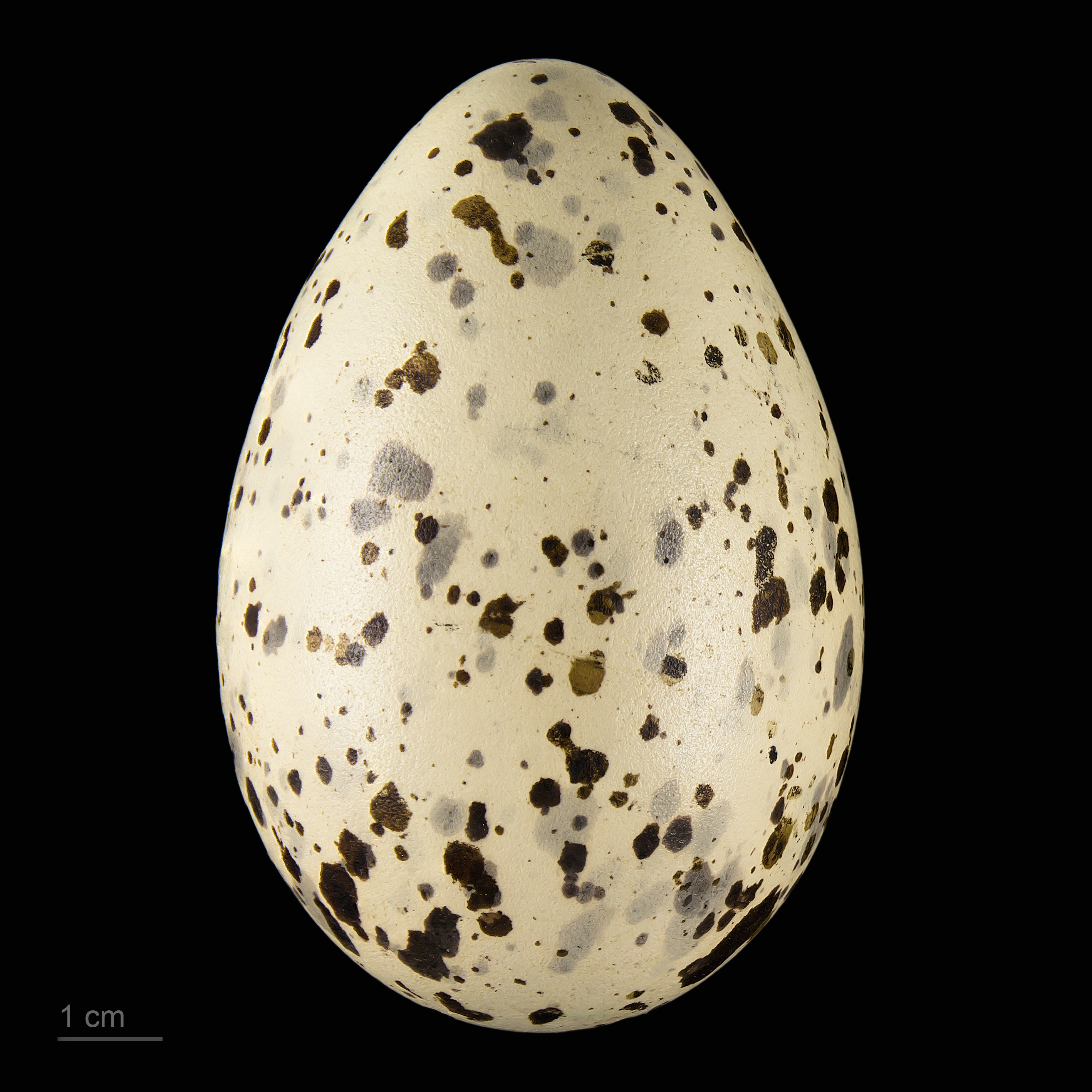
Larus ichthyaetus

Mòng biển Pallas (danh pháp khoa học: Ichthyaetus ichthyaetus) là một loài chim trong họ Laridae.